# (355) Gabriella
(355) Gabriella – planetoida z pasa głównego asteroid okrążająca Słońce w ciągu 4 lat i 17 dni w średniej odległości 2,54 j.a. Została odkryta 20 stycznia 1893 roku w Observatoire de Nice w Nicei przez Auguste Charloisa. Nazwa planetoidy pochodzi od imienia francuskiej astronom Gabrielle Renaudot Flammarion, żony Camille Flammariona. Przed jej nadaniem planetoida nosiła oznaczenie tymczasowe (355) 1893 E.